# Plumelec
Plumelec är en kommun i departementet Morbihan i regionen Bretagne i nordvästra Frankrike. Kommunen ligger i kantonen Saint-Jean-Brévelay som tillhör arrondissementet Pontivy. År 2022 hade Plumelec 2 730 invånare.

## Befolkningsutveckling
Antalet invånare i kommunen Plumelec
| Referens: INSEE |